# Pogranicze w ogniu
Pogranicze w ogniu – polski 24-odcinkowy sensacyjny serial telewizyjny, emitowany na antenie TVP1 od 31 sierpnia 1992 do 8 lutego 1993. Serial opowiada o walce wywiadów – polskiego i niemieckiego – w dwudziestoleciu międzywojennym.

## Fabuła
Akcja serialu toczy się w rzeczywistości u schyłku I wojny światowej na ziemiach byłego zaboru pruskiego (1917-1918) i później w całym okresie międzywojennym II Rzeczypospolitej (1918-1939). Fabuła przedstawia losy dwóch przyjaciół z dzieciństwa, Cezarego Adamskiego (Cezary Pazura) i Franciszka Relkego (Olaf Lubaszenko). Najpierw obaj jako gimnazjaliści uczestniczą w powstaniu wielkopolskim, działając po polskiej stronie, zaś później ich drogi się rozchodzą. Czarek wstępuje do formowanego Wojska Polskiego II RP, zaś Franek przechodzi na stronę niemiecką, przyjmując też niemieckojęzyczną wersję swojego imienia – Franz. Jest to konsekwencją jego mieszanego pochodzenia. Matka Franka jest Polką, a ojciec był żołnierzem niemieckiego wojska. U kresu I wojny światowej pewien Niemiec odwiedza Franka, informując, że ojciec chłopaka zginął, broniąc samotnie posterunku, będąc przy tym opuszczony przez towarzyszy broni – Polaków siłą wcielonych wcześniej do cesarskiego wojska. Wobec zafałszowanego przedstawienia mu zdarzeń wojennych Franek postanawia przejść na stronę niemiecką. Denuncjuje swoich polskich towarzyszy niemieckim służbom. Gdy prawda o jego zdradzie wychodzi na jaw, on sam postanawia zbiec z polskiego środowiska, zabijając w trakcie ucieczki Dorotę, przyjaciółkę z dzieciństwa i wielką miłość Czarka Adamskiego. Po tym wydarzeniu wyjeżdża do Niemiec. 
Dotychczasowi przyjaciele, a od tej pory stojący po przeciwnych stronach, zostają oficerami wywiadu wojskowego w szeregach rywalizujących ze sobą sił zbrojnych. Zwierzchnikiem i mentorem Adamskiego jest major Kaleta, dawny szef polskiej drużyny skautowej, w której działali obaj chłopcy, zaś Relkego – major Seebohm. Akcja serialu toczy się wokół wielowątkowej rywalizacji wrogich stron, aczkolwiek Czarek i Franz na przestrzeni tych lat nie spotykają się ze sobą osobiście, mimo że wiedzą o swojej wzajemnej działalności. Dopiero w ostatnim odcinku Relke, już w stopniu majora, odwiedza po wielu latach swoją matkę w Polsce, korzystając przy tym z życzliwości ze strony Czarka. 
W filmie ukazane są metody pracy wywiadów wojskowych obu stron: Oddziału II Sztabu Generalnego Wojska Polskiego w II RP oraz Abwehry w ramach tzw. Republiki Weimarskiej i później w okresie tzw. III Rzeszy. Akcja serialu kończy się 1 września 1939 r. tj. w dniu wybuchu II wojny światowej.
Część podejmowanych działań polskiego wywiadu ukazanych w serialu była oparta na prawdziwych wydarzeniach, m.in.: działalność wywiadowcza słynnych wywiadowców, rotmistrza Jerzego Sosnowskiego (w serialu Jerzy Osnowski) w Berlinie, przechwytywanie niemieckich tajnych korespondencji na linii Berlin-Prusy Wschodnie w ramach „Operacji Wózek” majora Jana Żychonia (w serialu pod kryptonimem „akcja Wózek”).

## Obsada
- Olaf Lubaszenko – ppor./por./kpt./mjr Franciszek → Franz Relke
- Cezary Pazura – ppor./por./kpt. WP Cezary Adamski
- Janusz Bukowski – por. Armii Wlkp./mjr/ppłk WP Tadeusz Kaleta
- Joanna Jankowska – Dorota Matusiak
- Barbara Sołtysik – matka Franka
- Asja Łamtiugina – matka Czarka
- Andrzej Herder – Witold Adamski, ojciec Czarka
- Stanisław Marian Kamiński – Kajetan Adamski, dziadek Czarka
- Hanna Polk – Marysia
- Piotr Rzymyszkiewicz – Janek
- Marek Cichucki – Michałek Kamiński „Drągal”, oficer polskiego wywiadu
- Piotr Konieczyński – Piotruś Boruta, dyrektor Dyrekcji PKP w Gdańsku
- Włodzimierz Adamski – por./kpt. Filip Sarna, szef ekspozytury II Oddziału w Toruniu
- Andrzej Szczytko – ppor. Lenart, podwładny Filipa Sarny
- Jan Monczka – por./kpt. Sylwester Madej, współpracownik Adamskiego
- Marek Lewandowski – por. kontrwywiadu Daniel Czapran
- Tomasz Stockinger – rtm. / mjr Jerzy Osnowski vel Rittmeister Georg von Nalecz-Osnowski (postać wzorowana na Jerzym Sosnowskim)
- Andrzej Mrożewski – płk hr. August von Altenburg
- Ewa Sałacka – Benita von Altenburg, jego żona i kochanka Georga von Nalecza (postać wzorowana na Benicie von Falkenhayn)
- Maria Gładkowska – Renata von Nietzmer (postać wzorowana na Renacie von Natzmer)
- Alicja Jachiewicz – baronowa z berlińskiej socjety
- Piotr Grabowski – Hugo Bertman („Hubert”), współpracownik polskiego wywiadu
- Marian Dziędziel – Bernard Graba
- Dariusz Jakubowski – ppor. / por. Zygmunt, oficer polskiego wywiadu, współpracownik Adamskiego, szef ekspozytury w Katowicach
- Gustaw Lutkiewicz – August Mackett, współpracownik polskiego wywiadu
- Zbigniew Bielski – Nowak, współpracownik Kalety
- Dariusz Siatkowski – por. Konrad Piątkowski
- Jarosław Tyrański – ppor. mar. Figiel z kontrwywiadu polskiej marynarki
- Roch Siemianowski – kpt. Kopecki
- Mirosław Kowalczyk – por. Mirosław Chojnacki
- Katarzyna Śmiechowicz – sekretarka Czarka
- Małgorzata Wachecka – Jadzia, współpracownica Adamskiego
- Marta Klubowicz – Ewa Wicherek vel Leber
- Jerzy Łapiński – Alfred Wicherek vel Leber
- Maciej Kozłowski – mjr/ppłk/płk Abwehry von Seebohm, szef Polnische Abteilung
- Miłogost Reczek – kpt. Voraczek, szef Abwehrstelle Königsberg
- Stanisław Jaskułka – Wetter, szef Nebenstelle Danzig
- Maciej Orłoś – kpt. Riese, szef Abwehrstelle Stettin
- Włodzimierz Maciudziński – kpt. Heinz Hoffman, szef Abwehrstelle Breslau
- Tomasz Budyta – Zimmer, oficer Abwehry w Bytomiu
- Jacek Mikołajczak – por. Ruffel z niemieckiego kontrwywiadu
- Zbigniew Lesień – kpt. Vierbein, dowódca niemieckiego kontrwywiadu
- Katarzyna Chrzanowska – agentka Elza Gurke („Szarotka”/„Edelweiss”)
- Witold Dębicki – kolejarz Mamel, współpracownik niemieckiego wywiadu
- Zbigniew Buczkowski – Kitzel, agent Abwehry w Sopocie
- Piotr Krukowski – standartenführer Rolf
- Sławomir Matczak – Willy Neuman, funkcjonariusz Gestapo w Gdańsku
- Danuta Kowalska – aktorka Monika Schuster
- Marian Glinka – Albert, agent gdańskiej Abwehry
- Tadeusz Somogi – recepcjonista hotelowy
- Beata Paluch – dziennikarka berlińskiej prasy Lotte Rauch
- Robert Rozmus – berliński dziennikarz Fritz Bauer
- Jacek Kałucki – Jacques Dalaron, oficer francuskiego wywiadu/dziennikarz „Le Matin”
- Witold Skaruch – Bertrand, wyższy oficer francuskiego wywiadu
- Leon Niemczyk – mjr Brooks z brytyjskiego wywiadu
- Piotr Siejka – Richard Jones, oficer brytyjskiego wywiadu/dziennikarz Reutera

Gościnnie:
- Piotr Adamczyk – Pająk, uczestnik akcji „Wózek”
- Artur Barciś – Kuna, uczestnik akcji „Wózek”
- Tadeusz Hanusek – kierownik grupy odpowiedzialnej za rozpieczętowanie niemieckiej poczty specjalnej, uczestnik akcji „Wózek”
- Michał Breitenwald – funkcjonariusz NSDAP
- Zofia Charewicz – Maria Matusiak, matka Doroty
- Krystyna Chmielewska – Borucka, siostra Pauliny
- Cezary Domagała – kierownik grupy fotografów
- Jacek Domański – sierżant Pełka, pracownik tajnej kancelarii w sztabie w Toruniu
- Grzegorz Gierak – kierownik personalny w dyrekcji kolei w Gdańsku
- Andrzej Głoskowski – dr Jan Patera, agent Abwehry w Polsce
- Andrzej Grabarczyk – Peter, lokaj Osnowskiego
- Mirosław Guzowski – podwładny Voraczka, uczestnik „kotła” w mieszkaniu Ewy
- Eugeniusz Kujawski – gen. Steiner
- Eugeniusz Kamiński - płk Tarełko, przełożony Adamskiego i Kalety
- Stanisław Sparażyński – pułkownik, przełożony Kalety
- Krzysztof Kalczyński – major, przełożony Adamskiego i Kalety
- Andrzej Jurczak – mjr Barański
- Andrzej Konic – kioskarz Meyer
- Ryszard Kotys – major z garnizonu toruńskiego
- Ireneusz Machnicki – oficer SS
- Magdalena Michalak – Catherine, dziennikarka „Le Matin”
- Jerzy Mularczyk – dezerter
- Andrzej Niemirski – oficer garnizonu w Inowrocławiu
- Stanisław Niwiński – Wojciech Matusiak, ojciec Doroty
- Jan Pęczek – gdański celnik Tymoteusz Werner, konfident Gestapo
- Anna Wojton – Irena von Bender (postać wzorowana na Irena von Jena)
- Andrzej Precigs – mjr Max, przełożony Ireny i Renaty
- Ryszard Radwański – celnik na granicy
- Remigiusz Rogacki – mecenas Albert Milch
- Robert Rogalski – oficer na naradzie u pułkownika
- Jacek Różański – majster grupy zakładającej linie telefoniczne w Podgajach
- Bogdan Ferenc – prof. Rajmund Wolta
- Jacek Sobala – hauptsturmführer Knothe z Gestapo w Jenie
- Ewa Serwa – bibliotekarka uniwersyteckiej biblioteki w Jenie
- Ewa Wawrzoń – pani Krauze, bibliotekarka uniwersytecka w Jenie
- January Brunov – matematyk Raczewski
- Maria Probosz – Hilda, agentka polskiego wywiadu
- Jerzy Słonka – pan Józef, zawiadowca stacji w Tczewie
- Zdzisław Szymborski – 2 role: członek komisji z Warszawy, uczestnik narady w gdańskiej dyrekcji PKP (odc. 20), celnik (odc. 23)
- Grzegorz Wons – Herbert, lokaj barona von Nietzmera
- Grażyna Walasek – Helenka, żona Piątkowskiego
- Janusz Sadowski – por. Rubanek, przyjaciel Piątkowskiego
- Andrzej Redosz – Wiarus
- Wiesława Grochowska
- Krzysztof Kursa
- Grzegorz Pawłowski
- Ewa Sudakiewicz
- Andrzej Łągwa
- Juliusz Wyrzykowski